# Nanše
Nanše (Nansche, auch Nina) ist eine sumerische Gottheit und wichtige Gottheit im Pantheon des Staates Lagaš.
Nanše war Tochter des Enki und die Schwester des Ningirsu und der Nisaba. Als Tochter Enkis war die Göttin, deren Kult in Nina-Siraran gepflegt wurde, Göttin der Wahrsagekunst, der Traumdeutung und der göttlichen Ordnung. Ursprünglich war sie eine Göttin der Quellen und Wasserläufe. Ihre Töchter waren Ninmaḫ und Nunmar, ihr Sohn Ninkur.